# Anna Karina
Anna Karina, rođena kao Hanne Karin Blarke Bayer (Solbjerg, 22. rujna 1940. — Pariz, 14. prosinca 2019.), bila je danska filmska glumica. Poznata je kao bivša supruga redatelja Jean-Luc Goddarda i jedna od ikona Francuskog novog vala.

## Vanjske poveznice
- Anna Karina u internetskoj bazi filmova IMDb-u (engl.)
- Anna Karina - biografija na newwavefilm.com